# Neotanais
Neotanais är ett släkte av kräftdjur. Neotanais ingår i familjen Neotanaidae.

## Dottertaxa tillNeotanais, i alfabetisk ordning[1]
- Neotanais affinis
- Neotanais americanus
- Neotanais antarcticus
- Neotanais armiger
- Neotanais bacescui
- Neotanais barfoedi
- Neotanais calcarulus
- Neotanais dinotomer
- Neotanais gardineri
- Neotanais giganteus
- Neotanais hadalis
- Neotanais hastiger
- Neotanais hessleri
- Neotanais insignis
- Neotanais kurchatovi
- Neotanais laevispinosus
- Neotanais magnificus
- Neotanais mesostenoceps
- Neotanais micromopher
- Neotanais peculiaris
- Neotanais persephone
- Neotanais pfaffi
- Neotanais pfaffioides
- Neotanais robustus
- Neotanais sandersi
- Neotanais triangulocephalus
- Neotanais tricarinata
- Neotanais tuberculatus
- Neotanais vemae
- Neotanais wolffi
- Neotanais zenkevitchi